# CBXFT-DT
CBXFT-DT est une station de télévision albertaine de langue française située à Edmonton détenue par la Société Radio-Canada et faisant partie du réseau de ICI Radio-Canada Télé, servant la communauté franco-albertaine.

## Programmation actuelle
La programmation de CBXFT est identique au réseau de Radio-Canada du Québec, mais décalé de deux heures étant donné la différence de fuseau horaire, sauf pour les sports et évènements en direct. Le bulletin de nouvelles est diffusé à 18 h, heure locale d'Edmonton.
La station produit actuellement un bulletin de nouvelles d'une durée d'une heure, appelé Le Téléjournal-Alberta. L'émission débute avec un segment de nouvelles locales puis se poursuit avec les nouvelles nationales et internationales. Puis viennent les segments culturel et sportif de même que la météo. L'émission est produite par une équipe éditoriale qui compte une dizaine de personnes, qui peut compter sur une équipe technique comptant un nombre de personnes équivalent.
La station produit aussi une émission jeunesse appelée Oniva et elle contribue à la production d'un magazine culturel destiné aux auditeurs de l'ouest du pays.
Des reportages d'affaires publiques y sont également produits pour le compte de magazines d'information nationaux comme Découverte ou La Semaine verte.

## Édifice
La station conjointe de la télévision et de la radio de Radio-Canada et de CBC à Edmonton est située au 3e étage du Edmonton City Center à Edmonton. Le cœur de la station est constitué de la salle des nouvelles intégrée de CBC/Radio-Canada. On y trouve des bureaux pour les journalistes, deux plateaux de diffusion (équipés de trois caméras chacun) pour la télévision française et anglaise, plusieurs salles de montage, une salle d'infographie et des studios de radio.
Le reste de la station est composé d'un petit plateau de télévision réservé à la production de l'émission On y va, de studios de radio pour la programmation générale, d'un stationnement souterrain, d'ateliers techniques, de salles de réunion, de bureaux administratifs et d'un entrepôt pour les archives audio-visuelles.
Lors de l'aménagement des locaux, des câblages ont aussi été prévus pour permettre la diffusion d'émissions depuis la rue en face du Edmonton City Center.
La station possède un camion de transmission satellite.
Auparavant, la station était logée dans des locaux plus spacieux, en retrait du centre-ville, et elle comportait de nombreux studios de télévision. La direction de Radio-Canada a toutefois décidé de vendre ces locaux au début des années 2000, car ils étaient devenus beaucoup trop grands pour les besoins de production régionale — la production des émissions étant centralisée à Montréal et à Toronto. Plusieurs employés ont déploré cette vente et espèrent que Radio-Canada recommencera à produire des émissions dans toutes les régions du pays. Toutefois, ce déménagement a eu ceci de positif qu'il a permis de regrouper sous un seul et même toit les activités de la radio et de la télévision, qui étaient autrefois logés dans des édifices distincts.

## Personnalités connues
- Barbara Leroux, animatrice Le Téléjournal-Alberta
- Pierre-André Cloutier, journaliste
- Rosalie Gosselin-Couture, journaliste
- Sylvain Bascaron, journaliste
- Nassima Ennahdi, journaliste
- Évelyne Asselin, journaliste
- Patrick Henri, journaliste sportif
- Kevin Sweet, journaliste culturel

## Télévision numérique terrestre et haute définition
Lors de l'arrêt de la télévision analogique et la conversion au numérique qui a eu lieu le 1er septembre 2011, CBXFT a mis fin à la diffusion en mode analogique du canal 11 à minuit et a commencé à diffuser en mode numérique au canal 47 quelques minutes plus tard dans le format 720p. Ses ré-émetteurs ont continué de diffuser en mode analogique.
Les marchés de Calgary et Lethbridge étaient identifiés comme étant à conversion obligatoire par le CRTC, mais le plan de la Société Radio-Canada était de convertir que les stations d'origine, signifiant que ces ré-émetteurs allaient être mis hors service. Le CRTC a autorisé une extension à la Société le 16 août 2011 de continuer à diffuser en mode analogique pour une période d'un an.
La station possédait un certain nombre de réémetteurs analogique à Calgary, Lethbridge, Bonnyville, Falher, Red Deer, Peace River, Fort McMurray, Hinton, Grande Prairie, Plamondon/Lac la Biche, Medicine Hat.
En avril 2012, à la suite des compressions budgétaires, Radio-Canada a annoncé la fermeture de tous les émetteurs analogiques ci-dessus dès le 31 juillet 2012. L'émetteur numérique d'Edmonton demeure en fonction.
En mars 2021, l'émetteur numérique est passé du canal 47 au canal 27.